# Francisco Hernández de Córdoba (explorador de Yucatán)

Expedición de Francisco Hernández de Córdoba a Yucatán en los primeros meses de 1517.

Francisco Hernández de Córdoba (Córdoba, España, 1475-Sancti Spíritus, Cuba, 1517) fue un conquistador español, que ha pasado a la historia por la accidentada expedición que dirigió entre febrero y mayo de 1517, durante la cual se registró para el Imperio español el denominado "descubrimiento de la Península de Yucatán".

## Expedición a Yucatán
Francisco Hernández de Córdoba era uno de los encomenderos más ricos asentados en la isla de Cuba. Fue nombrado por el gobernador de la isla, Diego Velázquez de Cuéllar, jefe de la expedición que debía explorar los mares al occidente de Cuba y sus posibles islas o costas continentales.
Partió de Cuba en febrero de 1517 saliendo del puerto de Ajaruco, en la banda norte de la provincia de La Habana, según Díaz del Castillo, o de Santiago según algunos autores modernos, la flota fue sorprendida por una tormenta que la llevó a tierra. Observaron cómo se acercaban los pobladores del lugar, con cara alegre y muestras de paz. Cuando los españoles preguntaron con señas por el nombre del lugar, los mayas respondieron "in ca wotoch", que quiere decir esta es mi casa. Por esta causa le pusieron a esa tierra Punta de Catoche, hoy Cabo Catoche.
Durante su desarrollo, los españoles tuvieron constancia por primera vez de la presencia en América de culturas avanzadas (los mayas), con casas de cal y canto y organización social de complejidad más próxima a la del Viejo Mundo, y se tuvo también esperanza de la existencia de oro.
Halló muchos poblados habitados y entabló en ellos contactos puntuales, pero generalmente hostiles, al punto que resultó muy difícil para los españoles el acopio de agua por los ataques de que eran objeto. En uno de ellos, en el lugar que llamaron Champotón (Chakán Putum), el ataque fue mucho más fiero de lo normal y causó muchos muertos a los expedicionarios, siendo heridos casi todos, incluido Hernández de Córdoba, por arma arrojadiza: flechas y azagayas.
El piloto Antón de Alaminos decidió levar anclas y dirigir sus barcos a la Florida, lugar que conocía por haber participado en la expedición de Juan Ponce de León en 1512. Allí recalaron lo justo para recoger víveres y agua y regresar a Cuba.
Pero Hernández no vivió la continuidad de su obra: murió en aquel mismo año de 1517, apenas dos semanas después de regresar de su desgraciada expedición, como resultado de las heridas y la sed sufridas durante el viaje, y decepcionado al saber que Diego Velázquez había preferido a Juan de Grijalva como capitán de la siguiente expedición a Yucatán.
Las noticias de la expedición alentaron a Velázquez, que presumió la presencia de oro en poblaciones como las descubiertas y organizó otras dos expediciones, al mando primero de Juan de Grijalva en 1518, y luego de Hernán Cortés en 1519, que finalmente terminó de explorar Mesoamérica durante la Conquista de México.
Este artículo se centra en la expedición del descubrimiento de Yucatán, que es por otro lado lo único que puede incluir una biografía de Hernández de Córdoba, dado que de su vida anterior solo se sabe que residía en Cuba en 1517, por lo que seguramente habría participado en su conquista, y que era un hacendado rico que tenía un poblado de indios, así como amistades con suficiente capacidad económica como para ayudarle a financiar la expedición que encabezó.

### Origen de la expedición de Hernández: ¿esclavismo o exploración?
Bernal Díaz del Castillo es el cronista que más detalles aporta sobre el viaje de Hernández de Córdoba, y también el único que fue testigo presencial de todo el proceso. Además, Bernal declara en su crónica haber sido él mismo promotor del proyecto, junto con otro centenar de españoles que decían necesitar ”ocupar sus personas”, porque hacía tres años que habían llegado a Cuba, desde la Castilla del Oro de Pedrarias Dávila, y se quejaban de que ”no habían hecho cosa alguna que de contar fuera”.
De la narración de los acontecimientos que hace Bernal Díaz del Castillo parece deducirse —posiblemente contra lo pretendido por el narrador, que hubiera preferido ocultarlo—, que el origen del proyecto era reclutar indios para ampliar o renovar la mano de obra de las explotaciones agrícolas o mineras de Cuba, y para que los españoles residentes en la isla que no tenían indios ni por tanto explotación propia, como le ocurría al mismo Bernal, pudiesen establecerse como hacendados.
Bernal  cuenta primero que tanto él como otros ciento diez españoles, que vivían en Castilla del Oro, decidieron pedir permiso a Pedro Arias Dávila para trasladarse a Cuba, que Pedrarias concedió de buen grado, porque en Tierra Firme ”no había nada que conquistar, que todo estaba en paz, que el Vasco Núñez de Balboa, su yerno del Pedrarias, lo había conquistado".
Esos españoles de Castilla del Oro se presentaron en Cuba a Diego Velázquez, el gobernador (y familiar de Bernal Díaz del Castillo), quien les prometió ”que nos daría indios, en vacando”. Inmediatamente después de esta alusión a la promesa de indios, Bernal dice que ”Y como se habían pasado ya tres años [...] y no habíamos hecho cosa alguna que de contar fuera”, los ciento diez españoles procedentes del Darién ”y los que en la isla de Cuba no tenían indios” —otra vez la alusión a la falta de indios— decidieron concertarse con ”un hidalgo que se decía Francisco Hernández de Córdoba [...] y era hombre rico y tenía pueblo de indios en aquella isla [Cuba]”, para que aceptara ser su capitán para "ir a nuestra ventura a descubrir nuevas tierras y en ellas emplear nuestras personas”.
Se aprecia que Bernal Díaz del Castillo no intenta ocultar que los tan repetidos indios algo tenían que ver con el proyecto, aunque autores como Madariaga prefieran concluir que el objetivo era el mucho más noble de descubrir, ocupar nuestras personas y hacer cosas dignas de ser contadas. Además, el propio gobernador Diego Velázquez quiso participar en el proyecto, y prestó de hecho un barco... “con la condición que [...] habíamos de ir con aquellos tres navíos a unas isletas que están entre la isla de Cuba y Honduras, que ahora se llaman las islas de los Guanaxes, y que habíamos de ir de guerra y cargar los navíos de indios de aquellas islas para pagar con indios el barco, para servirse de ellos por esclavos”. El cronista niega inmediatamente que se admitiera esa última pretensión de Velázquez: ”le respondimos que lo que decía no lo manda Dios ni el rey, que hiciésemos a los libres esclavos”. Si hemos de creer a Bernal, el gobernador admitió la negativa, y aun así, proporcionó el barco.
Para valorar la forma vaga y acaso contradictoria en que Bernal trata el asunto del secuestro de indios como posible objetivo del viaje, debe tenerse en cuenta que escribió su historia de la conquista unos cincuenta años después de ocurridos los hechos, y que al menos en parte su objetivo era que se reconocieran sus servicios a la Corona, así como los de sus conmilitones.
La mayoría de sus contemporáneos, que además escribieron antes, son más tajantes: en la carta enviada a la reina doña Juana y al rey Carlos I por la justicia y regimiento de la Rica Villa de la Vera Cruz, los capitanes de Cortés narran el origen de la expedición de Hernández diciendo: ”como es costumbre en estas islas que en nombre de vuestras majestades están pobladas de españoles de ir por indios a las islas que no están pobladas de españoles, para se servir dellos, enviaron los susodichos [Francisco Fernández de Córdoba, y sus socios Lope Ochoa de Caicedo y Cristóbal Morante] dos navíos y un bergantín para que de las dichas islas trujesen indios a la dicha isla Fernandina, y creemos [...] que el dicho Diego Velázquez [...] tenía la cuarta parte de la dicha armada”. En su Relación de las cosas de Yucatán, Fray Diego de Landa dice que Hernández de Córdoba iba... "a rescatar esclavos para las minas, ya que en Cuba se iba apocando la gente", si bien luego añade... "Otros dicen que salió a descubrir tierra y que llevó por piloto a Alaminos..." Bartolomé de las Casas, testigo presencial de muchos de los hechos ocurridos durante el descubrimiento, exploración y conquista de América, dice que si bien el propósito original era secuestrar indios para esclavizarlos, en algún momento el objetivo se amplió al de descubrir, lo que justifica a Alaminos.
La presencia de Antón de Alaminos en la expedición es en efecto uno de los argumentos en contra de la hipótesis del objetivo exclusivamente esclavista. Este prestigioso piloto, veterano de los viajes de Cristóbal Colón y hasta, según algunos, supuesto conocedor de destinos inéditos en las cartas de marear, parece un recurso excesivo para una expedición esclavista a los islotes de Guanaxes.
Hay otro miembro de la expedición cuya presencia se aviene todavía menos con esa hipótesis: el Veedor Bernardino Íñiguez. Este cargo público tenía funciones que hoy llamaríamos fiscales y administrativas (hoy se llamaría supervisor). Se encargaba de contar los tesoros rescatados en las expediciones, en metales y piedras preciosas, para dar fe de la correcta separación del ‘’quinto real’’ (se destinaba a la Corona española un 20% de lo obtenido en las conquistas; norma fiscal con origen en la Reconquista) y de otros requisitos legales como leer a los indios, antes de atacarlos, el Requerimiento, una declaración de intenciones y advertencias, para dar legalidad a la agresión ante posibles investigaciones futuras (Cortés fue especialmente escrupuloso con este requisito formal, inútil cuando se carecía de farautes que tradujeran el mensaje a los indios). Si la expedición iba a Guanaxes a por indios, no hacía falta, e incluso era inconveniente, llevar Veedor. Aunque, por otro lado, según Bernal Íñiguez no era sino un soldado más, al que se habían otorgado funciones de veedor, su nombramiento indica que al menos se pensaba en la posibilidad de explorar.
Los anteriores datos son difíciles de conciliar entre sí y resultan compatibles con varias hipótesis. Bajo la primera, Hernández de Córdoba habría descubierto Yucatán por accidente, al verse desviada su expedición por una tormenta, inicialmente destinada a un viaje más corto para secuestrar indios para las haciendas de Cuba; entre tanto, las menciones de Alaminos y del Veedor serían meros "adornos" destinados a legitimar el intento. En segundo lugar, puede suponerse que tras unos malos propósitos de Diego Velázquez, rápidamente reprimidos y afeados por los demás españoles, que además se conformaban con seguir sin indios en Cuba, el viaje se planeó principalmente como de descubrimiento y conquista, y por eso se llevaba Veedor además de tan buen piloto. Por supuesto, puede también creerse, con Las Casas, que el proyecto pretendía conseguir los dos objetivos.
Años más tarde, Francisco Cervantes de Salazar, en su Crónica de la Nueva España atribuyó a Hernández de Córdoba los siguientes hechos y frases:

Desta manera salió Francisco Hernández del puerto de Santiago de Cuba, el cual, estando ya en alta mar, declarando su pensamiento, que era otro del que parescía, dixo al piloto: «No voy yo a buscar lucayos (lucayos son indios de rescate), sino en demanda de alguna buena isla, para poblarla y ser Gobernador della; porque si la descubrimos, soy cierto que ansí por mis servicios como por el favor que tengo en Corte con mis deudos, que el Rey me hará merced de la gobernación della; por eso, buscadla con cuidado, que yo os lo gratificaré muy bien y os haré en todo ventajas entre todos los demás de nuestra compañía.»
Crónica de la Nueva España, Francisco Cervantes de Salazar

### El descubrimiento del Yucatán: elGran Cairo
Fueran o no en busca de indios de los islotes Guanaxes, el ocho de febrero de 1517 salieron del puerto de Ajaruco, en La Habana, o quizás en esa fecha o algo antes de Santiago, dos navíos y un bergantín, tripulados por más de 100 personas. El capitán de la expedición era Francisco Hernández de Córdoba, y el piloto Antón de Alaminos, de Palos. Camacho de Triana y Joan Álvarez, “el manquillo”, de Huelva, eran los pilotos de los otros dos navíos.
Hasta el 20 de febrero costearon la isla Fernandina (Cuba). Alcanzada la punta de San Antón, salieron a mar abierto.
Siguieron dos días con sus noches de fuerte tormenta, según Bernal, tan fuerte como para poner en peligro los barcos, y en todo caso suficiente como para consolidar la duda sobre el objetivo de la expedición, porque tras la tormenta podría sospecharse que las naves estaban perdidas.
Luego tuvieron veintiún días de bonanza, tras los cuales vieron tierra y, muy próxima a la costa y visible desde los barcos, la primera población de gran tamaño avistada en América, con las primeras casas de cal y canto. Los españoles, que evocaban lo musulmán en todo lo que, siendo desarrollado, no fuera cristiano, llamaron a esta primera ciudad descubierta en América El gran Cairo, como luego llamarían mezquitas a las pirámides, y en general a cualquier centro religioso.
Es razonable designar a este momento como el "descubrimiento" de Yucatán —incluso "de México", si se entiende México en su sentido y con sus fronteras actuales—, pero debe recordarse que los expedicionarios de Hernández no eran los primeros españoles que pisaban Yucatán. En 1511 un barco de la flota de Diego de Nicuesa, que regresaba a La Española, naufragó cerca de las costas de Yucatán, y algunos de sus ocupantes consiguieron salvarse. En el momento en que los soldados de Hernández avistaron y nombraron a El gran Cairo, dos de esos náufragos, Jerónimo de Aguilar y Gonzalo Guerrero, vivían ya en la región del Mayab, hablaban la lengua maya de la zona, y el segundo incluso, había asimilado la cultura nativa y gobernaba un cacicazgo indígena. Es posible también que el piloto Antón de Alaminos tuviera conocimiento previo de esta tierra o incluso que la hubiera visitado con anterioridad. Eso no quita el mérito del avistamiento de Hernández: a esta exploración suele exigírsele que el hallazgo sea un acto voluntario, no un naufragio, y se le requiere también cierta prestancia y superioridad; los náufragos de Nicuesa que no fueron muertos por los nativos, acabaron, como era de esperarse, sometidos por ellos.
Ahora bien, se ha establecido la hipótesis en el sentido de que la península de Yucatán ya había sido explorada previamente a la expedición de Francisco Hernández de Córdoba. No solo está el hecho de la presencia de españoles en la península de Yucatán que se demostró cuando Hernán Cortés la visitó durante su expedición de conquista, sino que algunos autores como Michel Antochiw Kolpa, historiador y cartógrafo, en su reciente obra laureada Historia Cartográfica de la Península de Yucatán señala y sustenta cartográficamente: 

"....Existe (entonces) la posibilidad de que Yucatán haya sido visitado por lo menos dos veces antes de su avistamiento español, ambas por navegantes portugueses, la primera vez desde el norte, la segunda desde el sur..."

La propia enciclopedia Yucatán en el tiempo, en el artículo correspondiente a "Historiadores de Yucatán" dice:

"...todavía persisten dudas sobra la fecha real y la identidad del autor del primer avistamiento español (de Yucatán), ya que el mapa más antiguo en que aparece Yucatán data de 1513, cuatro años antes del viaje de Hernández de Córdoba...

### El origen de los nombres "Yucatán" y "Catoche"
Los navegantes adelantaron los dos barcos de menor calado, para saber si podían fondearlos con seguridad junto a tierra. Bernal data el 4 de marzo de 1517 el primer encuentro con indios de Yucatán, que acudieron a esos barcos en diez canoas grandes, tanto a remo como a vela. Entendiéndose por señas, los indios —los primeros intérpretes, Julián y Melchor, los habría de obtener precisamente esta expedición— siempre con alegre cara y muestras de paz comunicaron a los españoles que al día siguiente acudirían más piraguas, para llevar a los recién llegados a tierra.
Este momento en que los indios subieron a las naves españolas y aceptaron las sartas de cuentas verdes y demás baratijas preparadas al efecto fue uno de los pocos contactos pacíficos que tuvo el grupo de Hernández con los indios, e incluso en este las muestras de paz eran fingidas. Precisamente durante estos contactos del 4 de marzo podrían haber nacido dos topónimos, Yucatán y Catoche, cuya historia sorprendente y divertida —acaso demasiado para ser del todo cierta— se cita a menudo: sea historia o leyenda, esta quiere que los españoles hayan preguntado a los indios por el nombre de la tierra que acababan de descubrir, y que al escuchar su respuesta, bastante predecible: "no entiendo lo que dices"... "esas son nuestras casas"... pusieran a la tierra por nombre justo lo que escuchaban: Yucatán, que querría decir "no te entiendo", para la "Provincia”" completa (o isla, según creían ellos), y Catoche, que significaría "nuestras casas", a la población donde desembarcaron y al cabo.
Fray Diego de Landa dedica el segundo capítulo de su Relación de las cosas de Yucatán a la Etimología del nombre de esta Provincia. Situación de ella y en él nos confirma el caso del cabo Catoche, que procedería efectivamente de cotoch, “nuestras casas, nuestra patria”, pero no parece en cambio que confirme lo de que Yucatán signifique "no entiendo".
Finalmente, Bernal Díaz del Castillo también se ocupa del asunto. Confirma la etimología de Catoche como "nuestras casas", pero aporta para Yucatán una explicación todavía más sorprendente que la de "no te entiendo". Según ella, los dos indios capturados en la batalla de Catoche, Julianillo y Melchorejo, en sus primeras conversaciones con los españoles en Cuba, y estando presente Diego Velázquez, habrían hablado del pan. Los españoles explicando que su pan estaba hecho de "yuca", los indios mayas aclarando que al suyo le decían "tlati", y de la repetición de "yuca" (voz caribe, no maya) y "tlati" durante esta conversación, los españoles habrían deducido falsamente que les estaban intentando enseñar el nombre de su tierra: Yuca-tán.
Es probable que el primer narrador de la historia del "no te entiendo" fuera Fray Toribio de Benavente, Motolinía, que al final del capítulo 8 del tratado tercero de su Historia de los indios de la Nueva España dice: "porque hablando con aquellos Indios de aquella costa, a lo que los españoles preguntaban los indios respondían: «Tectetán, Tectetán», que quiere decir: «No te entiendo, no te entiendo»: los cristianos corrompieron el vocablo, y no entendiendo lo que los indios decían, dijeron: «Yucatán se llama esta tierra»; y lo mismo fue en un cabo que allí hace la tierra, al cual también llamaron cabo de Cotoch; y Cotoch en aquella lengua quiere decir casa.

### Batalla de Catoche, exploración de la “isla” de Yucatán. Descubrimiento de Lázaro (Campeche)
Al día siguiente, según lo prometido, los indios volvieron con más piraguas para trasladar a los españoles a tierra. Estos contemplaron bastante alarmados cómo la costa se llenaba de nativos, presintiendo que el desembarco podía ser peligroso. No obstante, bajaron a tierra como lo solicitaba su hasta ahora amable anfitrión, el cacique de El gran Cairo, aunque por precaución usaron sus propios bateles en lugar de aceptar ser llevados por los indios en canoas, y por supuesto salieron armados, procurando sobre todo llevar ballestas y escopetas ("quince ballestas y diez escopetas", si creemos en la increíble memoria de Bernal Díaz del Castillo).
Los temores de los españoles se confirmaron inmediatamente. El cacique les tenía preparada una emboscada en cuanto pisaran tierra. Multitud de indios los atacaron, armados con lanzas, rodelas, hondas (hondas dice Bernal; Diego de Landa niega que los indios de Yucatán conocieran la honda; sostiene que lanzaban las piedras con la mano derecha, utilizando la izquierda para apuntar; pero la honda era conocida en otros puntos de Mesoamérica, y el testimonio de los que recibían las pedradas merece sin duda más crédito), flechas lanzadas con arco, y armaduras de algodón. solo la sorpresa producida en los indios por las cortantes espadas, las ballestas y las armas de fuego pudo ponerlos en fuga, consiguiendo los españoles volver a embarcar, no sin sufrir los primeros heridos de la expedición.
Durante esta batalla de Catoche ocurrieron dos hechos que tendrían gran influencia futura: uno fue el haber hecho prisioneros a dos indios, a los que una vez bautizados se les llamó Julián y Melchor, o más frecuentemente Julianillo y Melchorejo: habrían de ser los primeros intérpretes de los españoles en tierra maya, en la expedición de Grijalva. Otro fue la curiosidad y valor del clérigo González, capellán del grupo, que habiendo saltado a tierra con los soldados, se entretuvo en explorar —y desvalijar— una pirámide y unos adoratorios, mientras sus compañeros intentaban salvar la vida. El clérigo González vio por primera vez los ídolos, y recogió piezas "de medio oro, y lo más cobre", que de todos modos serían suficientes para excitar la codicia de los españoles de Cuba, al regreso de la expedición.
Al menos dos soldados murieron como resultado de las heridas de esa batalla.
De vuelta en los navíos, Antón de Alaminos impuso una navegación lenta y vigilante, moviéndose solo de día, porque estaba empeñado en que Yucatán era una isla. Además, empezó la mayor penalidad de los viajeros, la falta de agua de boca a bordo. Los depósitos de agua, pipas y vasijas, no eran de la calidad requerida para largas travesías; perdían agua y no la conservaban bien, exigiendo frecuentes desembarcos para renovar el imprescindible líquido.
Cuando fueron a tierra para llenar las pipas, cerca de un pueblo al que llamaron Lázaro (En lengua de indios se llama Campeche, nos aclara Bernal), los indios se les acercaron una vez más con apariencia pacífica, y les repitieron una palabra que debería haberles resultado enigmática: "Castilian". Luego se atribuyó la palabra a la presencia en las proximidades de Jerónimo de Aguilar y de Gonzalo Guerrero, los náufragos de Nicuesa. Los españoles encontraron un pozo "de cal y canto" utilizado por los indios para abastecerse de agua dulce, y pudieron llenar sus pipas y vasijas. Los indios, otra vez con aspecto y maneras amigables, los llevaron a su poblado, donde una vez más pudieron ver construcciones sólidas y muchos ídolos (Bernal alude a los "bultos de serpientes" en las paredes, tan característicos de Mesoamérica). Conocieron además a los primeros sacerdotes, con su túnica blanca y su larga cabellera impregnada de sangre humana. Estos sacerdotes les hicieron ver que las muestras de amistad no continuarían: convocaron a gran cantidad de guerreros y mandaron quemar unos carrizos secos, indicando a los españoles que si no se marchaban antes de que se extinguiera el fuego, los atacarían. Los hombres de Hernández decidieron retirarse a los barcos, con sus pipas y aljibes de agua, y consiguieron hacerlo antes de que los indios los atacaran, saliendo bien librados del descubrimiento de Campeche.

### Champotón - Chakán Putum, y la "mala pelea"
Pudieron navegar unos seis días de buen tiempo y otros cuatro de temporal, que a punto estuvo de hacerlos naufragar. Pasado ese tiempo, el agua dulce se les volvió a agotar por culpa del mal estado de los depósitos. Estando ya en situación extrema, se detuvieron a recoger agua en un lugar que Bernal a veces llama Chakán Putum y a veces por su nombre actual de Champotón, donde discurre el río del mismo nombre. En cuanto habían henchido las pipas, se vieron rodeados de muchos escuadrones de indios. Pasaron la noche en tierra, con grandes precauciones y guardados por "velas y escuchas".
Esta vez los españoles decidieron que no debían escapar, como en Lázaro-Campeche: necesitaban agua, y la retirada parecía más peligrosa que el ataque si los indios la estorbaban. Así que decidieron luchar, con resultado muy adverso: nada más empezar la batalla ya habla Bernal de ochenta españoles heridos. Recordando que los originalmente embarcados eran un centenar de personas, no todos soldados, eso da idea de que estuvieron muy cerca de terminar en ese momento la expedición. Pronto descubrieron que los escuadrones de indios se multiplicaban con nuevos refuerzos, y que si bien espadas, ballestas y arcabuces los asustaban al principio, conseguían superar la sorpresa procurando asaetear a distancia a los españoles, para mantenerse alejados de sus espadas. Al grito de Calachumi (Halach Uinik), que los conquistadores pronto supieron traducir como "al jefe", los indios se ensañaron especialmente con Hernández de Córdoba, que llegó a recibir diez flechazos. También aprendieron los españoles el empeño de sus oponentes por capturar personas vivas: dos fueron hechas prisioneras y seguramente sacrificadas después; de una sabemos que se llamaba Alonso Boto, y a la otra Bernal solo es capaz de recordarla como "un portugués viejo"
Llegó un momento en que solo quedaba un soldado ileso, el capitán debía estar prácticamente inconsciente, y la agresividad de los indios se multiplicaba. Decidieron entonces como último recurso romper el cerco de los indios en dirección a los bateles, y volver a abordarlos —sin poder ocuparse de sus pipas de agua— para ganar los barcos. Afortunadamente para ellos, los indios no se habían preocupado de retirar o inutilizar las barcas, como habrían podido hacer. Se ensañaron, en cambio, en el ataque con flechas, piedras y lanzas a los bateles en fuga, que se desequilibraron por el peso y movimiento, y acabaron dando al través o volcando. Los supervivientes de Hernández tuvieron que desplazarse asidos a las bordas de las lanchas, medio nadando, pero al final fueron recogidos por el barco de menor calado, y puestos a salvo.
Los supervivientes, al pasar lista, tuvieron que lamentar la falta de cincuenta compañeros, incluyendo los dos que se llevaron vivos. El resto estaban muy malheridos, con excepción de un soldado llamado Berrio, que resultó sorprendentemente ileso. Cinco murieron en los días siguientes, siendo arrojados al mar sus cadáveres.
Los españoles llamaron al sitio "costa de la mala pelea", y así figuró en los mapas durante algún tiempo.

### La sed. El retorno a través de Florida
Los expedicionarios habían vuelto a las naves sin el agua dulce que obligó al desembarco. Además, veían mermada su tripulación en más de cincuenta hombres, muchos de ellos marineros, lo que unido a la gran cantidad de heridos graves les impedía maniobrar los tres barcos. Se deshicieron del de menor calado quemándolo en alta mar, después de haber repartido en los otros dos sus velas, anclas y cables.
La sed comenzó a ser intolerable. Bernal habla de que se les agrietaban lenguas y gargantas, y de soldados que fallecieron porque la desesperación los llevó a ingerir agua de mar. Otro desembarco de quince hombres, en un lugar al que llamaron Estero de los lagartos solo obtuvo agua salobre, que aumentó la desesperación de los tripulantes.
Los pilotos Alaminos, Camacho y Álvarez decidieron, a iniciativa de Alaminos, navegar a Florida en lugar de hacerlo directamente a Cuba. El piloto mayor Alaminos recordaba su exploración de La Florida con Juan Ponce de León, y creía saber que esa era la ruta más segura, aunque nada más llegar a Florida advirtió a sus compañeros de la belicosidad de los indios locales. Efectivamente, las veinte personas —entre ellas Bernal y el piloto Alaminos— que desembarcaron en busca de agua fueron atacadas por nativos, aunque esta vez lograron sobreponerse a ellos, no sin que Bernal recibiera su tercera herida del viaje, y Alaminos un flechazo en la garganta. Desapareció también uno de los vigías que se habían puesto en torno a la tropa, Berrio, precisamente el único soldado que había resultado ileso en Champotón. Pero pudieron regresar al barco, y por fin llevaban agua dulce que alivió el sufrimiento de los que habían permanecido en el, aunque uno de ellos, siempre según Bernal, bebió tanta que se hinchó y murió a los pocos días.
Ya con agua, se dirigieron a La Habana con los dos navíos restantes, y no sin dificultades —los barcos estaban deteriorados y ya hacían agua, y algunos marineros levantiscos se negaban a accionar las bombas— pudieron desembarcar en el puerto de Carenas (La Habana), dando por terminado el viaje.
En algún momento entre 1517 y 1518, los españoles dejaron abandonada en la isla de Términos (actualmente isla del Carmen) a una perra de caza, la lebrela de Términos, que luego recuperaría la expedición de Cortés. Bernal Díaz del Castillo refiere que fue Grijalva el que perdió la perra, pero Cortés atribuye el anecdótico suceso a Hernández. Si fuera así, como supone el moderno biógrafo de Cortés Juan Miralles, debería revisarse la ruta de vuelta de su expedición, que no iría de Champotón a Florida directamente, sino recalando en la isla del Carmen, algo más al sur.

## Consecuencias del descubrimiento de Yucatán
El descubrimiento de El Gran Cairo, en marzo de 1517, fue sin duda un momento crucial en la consideración de las Indias por los españoles: hasta entonces, nada se había asemejado a las historias de Marco Polo, o a las promesas de Colón, que adivinaba Catay —y hasta el Jardín del paraíso— tras cada cabo y en cada río. Lejos todavía los encuentros con las culturas azteca e inca, El Gran Cairo era lo más parecido a ese sueño que los conquistadores habían contemplado hasta entonces. De hecho, cuando llegaron noticias a Cuba, los españoles reavivaron su imaginación, creando otra vez fantasías sobre el origen de los pueblos descubiertos, que remitían a "los gentiles" o a "los judíos desterrados de Jerusalén por Tito y Vespasiano".
De la importancia que se dio a las noticias, objetos y personas que Hernández llevó a Cuba da idea la rapidez con la que se preparó la siguiente expedición que Diego Velázquez encargó a Juan de Grijalva, pariente suyo y persona de su confianza. Las noticias de que en esa isla de Yucatán había oro, confirmadas además con entusiasmo por Julianillo, el indio prisionero desde la batalla de Catoche, cebaron el proceso que concluiría con la Conquista de México por la tercera flota enviada, la de Hernán Cortés.